# Deià

Położenie gminy Deià na mapie Majorki

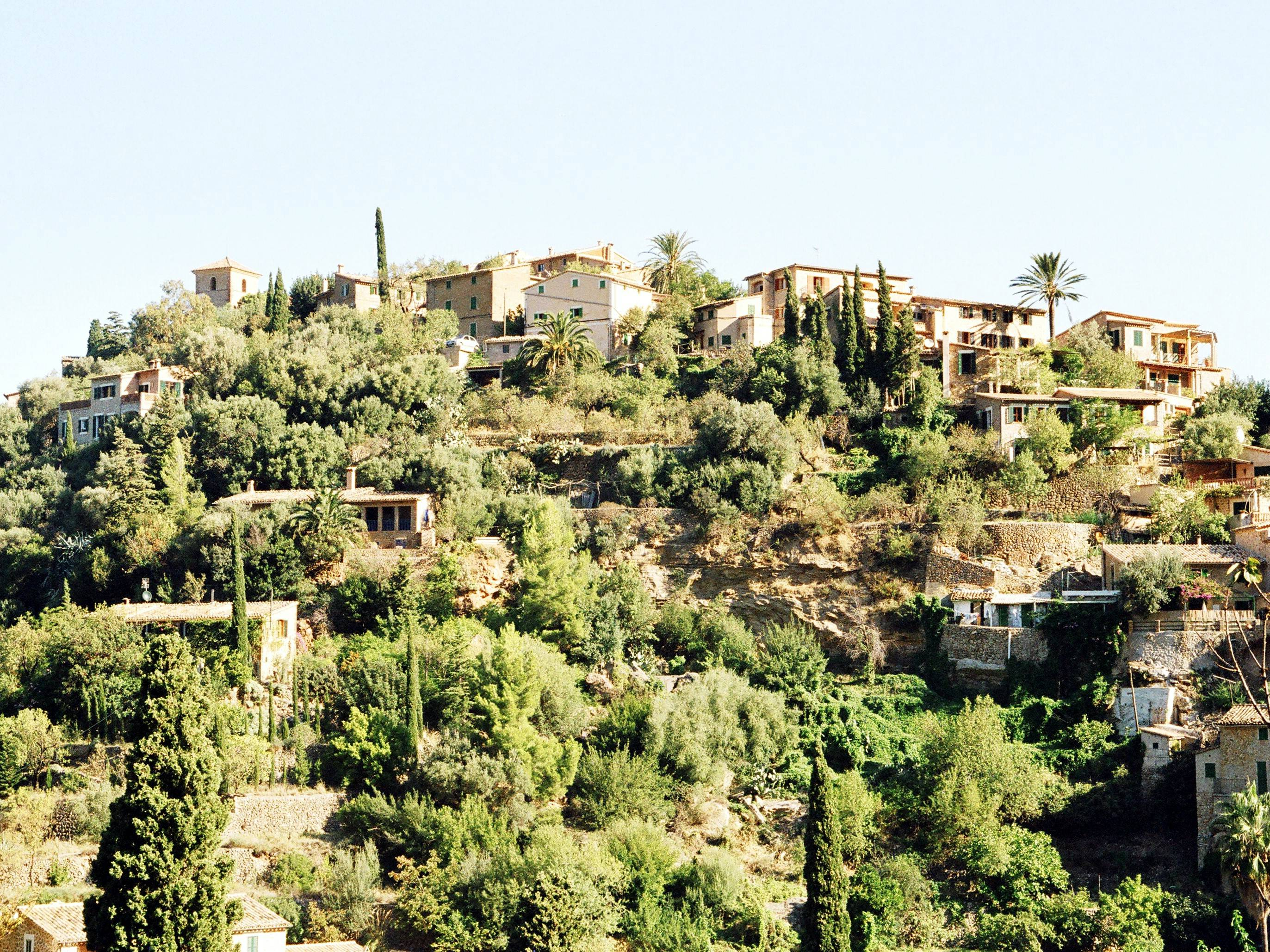
Deià

Herb Deià

Deià (hiszp. Deyá)  – hiszpańska gmina na Balearach, w comarce Serra de Tramuntana na Majorce. Graniczy z gminami: Valldemossa, Sóller i Bunyola.
Powierzchnia gminy równa jest 15 km². Zgodnie z danymi Hiszpańskiego Urzędu Statystycznego z 2007 roku gmina zamieszkiwana jest przez 718 osób. Gęstość zaludnienia równa jest 47,87 osób/km².

## Miejscowości
W skład gminy Deià wchodzi sześć miejscowości, w tym miejscowość gminna o tej samej nazwie:
- Deià – liczba ludności: 634
- Llucalcari – 11
- Cala Deià – 3
- Les Coves – 16
- L'empeltada – 30
- Son Coll – 14.

## Ewolucja demograficzna
| 1991 | 1996 | 2001 | 2002 | 2003 | 2004 | 2005 | 2007 |  |
| ---- | ---- | ---- | ---- | ---- | ---- | ---- | ---- |  |
| 552  | 583  | 677  | 731  | 749  | 689  | 708  | 718  |  |